# Coût de la main-d'œuvre
Le coût de la main-d'œuvre (parfois appelé coût du travail ou prix du travail) est le coût total payé par les entreprises pour rémunérer le facteur de production travail. C'est le coût total supporté par l'employeur pour l'emploi de main-d'œuvre. Il équivaut au salaire socialisé (salaire direct et indirect (cotisations sociales salariales et patronales)).

## Définition
La notion statistique du coût de la main-d'œuvre englobe la rémunération du travail accompli, les versements pour les heures rémunérées mais non effectuées, les primes et gratifications, le coût de la nourriture, des boissons et des autres avantages en nature, les coûts relatifs au logement du personnel supportés par l'employeur, les dépenses de sécurité sociale à la charge de l'employeur, le coût pour l'employeur de la formation professionnelle, les services sociaux et divers postes, tels que le transport des travailleurs, les vêtements de travail et le recrutement.
Le coût de la main-d'œuvre est une notion très proche mais un peu plus large que celle de la rémunération des salariés utilisée en comptabilité nationale. Le coût de la main-d'œuvre inclut la presque-totalité des composantes de la rémunération des salariés :
- les rémunérations en espèces et en nature que les employeurs versent à leurs salariés en paiement du travail accompli par ces derniers salaires et traitements nets que les employés touchent effectivement
- les services sociaux dont les salariés peuvent bénéficier librement et individuellement comme les cantines et les services assimilés, les installations des services de caractère éducatif, culturel, sportif ou récréatif, les centres de vacances destinés exclusivement aux employés, les contributions aux mutuelles de crédit et le coût des services connexes dont bénéficient les travailleurs, et divers autres postes tels que les vêtements de travail portés en dehors du lieu de travail, les frais de transport des travailleurs entre le domicile et le lieu de travail à la charge de l'employeur, etc.
- les cotisations sociales
  - salariales (additionnées aux salaires nets, elles sont égales au salaire brut).
  - patronales imputées à la charge des employeurs[2].

Mais le coût de la main-d'œuvre n'inclut pas les jetons de présence des administrateurs, qui font partie de la rémunération des salariés.
Par contre, le coût de la main-d'œuvre comprend également:
- le coût pour l'employeur du recrutement
- le coût pour l'employeur de la formation professionnelle
- certains biens et services destinés au personnel mais qui ne font partie de la rémunération des salariés mais des consommations intermédiaires des entreprises
- les impôts basés sur l'emploi ou sur les bordereaux de salaires qui peuvent être considérés comme coûts de main-d'œuvre, après déduction de tous abattements ou allocations accordés par l'État.

Le coût de la main-d'œuvre, tout comme la rémunération des salariés excluent les dépenses engagées par l'employeur, telles que les frais d'aménagement du lieu de travail, les examens médicaux, les activités sportives et autres activités de loisirs, ainsi que le remboursement par l'employeur des dépenses supportées par son personnel pour l'achat de vêtements et d'outils de travail.
Le coût de la main-d'œuvre est plus large que la masse salariale qui correspond à la somme des salaires bruts hors cotisations patronales.

### Variantes
Certains économistes orthodoxes utilisent le concept de coût de la main-d'œuvre (ou de coût du travail) de façon plus ou moins vague. Par exemple, certains incluent des consommations intermédiaires comme l'utilisation de locaux, de mobiliers et de fournitures par le personnel, l'utilisation de véhicules par le personnel commercial. On peut même inclure les charges de personnel extérieur à l'entreprise - intérimaire, détaché ou prêté à l'entreprise - qui, juridiquement, ne fait pas partie du personnel de l'entreprise. Ces coûts sont alors comptés deux fois - une fois par l'entreprise dont ce personnel dépend, une fois par l'entreprise qui les utilise.

## Indice du coût de la main-d'œuvre
L’indice du coût de la main-d’œuvre est un indicateur conjoncturel de l’évolution des coûts horaires supportés par les employeurs et résultant de l’embauche de la force de travail.
L’indice du coût de la main-d’œuvre de l’Union européenne est défini par les règlements (CE) n° 450/2003 et 1216/2003 de février et juillet 2003. Les variations trimestrielles des coûts des employeurs sont mesurées pour les coûts totaux de la main-d’œuvre et ses principales composantes, à savoir les salaires et traitements d'une part et les coûts de la main-d’œuvre autres que les salaires et traitements (coûts non salariaux) d'autre part.
- Les coûts totaux de la main-d’œuvre (TOT) couvrent les coûts salariaux et non salariaux moins les subventions. En sont exclus les coûts de la formation professionnelle ainsi que d’autres dépenses telles que les frais de recrutement, les achats de vêtements de travail, etc.

- Les salaires et traitements (SAL) comprennent les rémunérations directes, les primes et les indemnités versées en espèces ou en nature par les employeurs à leurs salariés en paiement du travail accompli, les versements aux salariés au titre de la formation d’un patrimoine, les versements pour les journées non ouvrées et les rémunérations en nature comme les repas et boissons, le carburant, les véhicules de société, etc.

- Les coûts de la main-d’œuvre autres que les salaires et traitements (AUT - coûts non salariaux) comprennent les cotisations sociales à la charge des employeurs et les impôts sur le travail considérés comme des coûts de la main-d’œuvre moins les subventions destinées à rembourser tout ou partie des coûts salariaux directs supportés par les employeurs.

L'indice du coût de la main-d'œuvre est publié depuis juin 2009 selon la nouvelle classification NACE Rev. 2 et couvre les activités économiques suivantes :
- Industrie (sections B à E de la NACE Rev. 2.): B Industries extractives, C Industrie manufacturière, D Production et distribution d'électricité, de gaz, de vapeur et d'air conditionné, E Production et distribution d'eau; assainissement, gestion des déchets et dépollution.
- Construction (section F de la NACE Rev. 2).
- Services (sections G à N de la NACE Rev. 2): G Commerce; réparation d’automobiles et de motocycles, H Transport et entreposage, I Hébergement et restauration, J Information et communication, K Activités financières et d'assurance, L Activités immobilières, M Activités spécialisées, scientifiques et techniques, N Activités de services administratifs et de soutien.

Afin d’éliminer les effets du nombre de jours ouvrables qui peut varier d’une année sur l’autre pour un même trimestre (Pâques et autres jours fériés mobiles), ces variations sont présentées sous forme corrigée du nombre de jours ouvrables
.

## Variation selon les pays
Le coût du travail, qualifié et non qualifié est, au début du XXIe siècle, plus faible dans les pays émergents que dans les pays développés. Les échanges, en forte croissance de par la mondialisation économique récente, favorisent la convergence du coût du travail vers une valeur unique : les salaires dans les pays émergents sont en croissance rapide.

### En France
En France, le niveau des cotisations sociales, très élevé par rapport aux autres pays de l’OCDE pèse sur le coût du travail, provoquant, selon certains[Qui ?], une perte de compétitivité économique et un chômage de masse dont les conséquences sociales[Lesquelles ?] sont toujours très néfastes.
Cependant, les cotisations sociales entrent dans le financement de la sécurité sociale en France en vue de maintenir un système de solidarité[réf. nécessaire] obligatoire qui, selon ses défenseurs[Lesquels ?], participe à l'amélioration de la qualité de vie.
Depuis 2016, le coût horaire de la main-d’œuvre industrielle française est inférieur de 2,10 euros à l’allemande..

## Influence du coût du travail
Le coût du travail est un élément important de la réflexion stratégique de l'entreprise, qui passe par des questions du type :
- quelle est la part de la main-d'œuvre dans le coût de revient de tel article ou telle activité ?
- Si on baisse les salaires de x %, quelle est la répercussion sur le coût global et donc sur le résultat ?
- Quelles sont les conséquences financières du développement de telle activité, utilisatrice de main-d'œuvre, dans tel pays ?

## Critique de la notion de "coût du travail"
Le "coût" du travail est une façon de parler des dépenses qui reviennent à un employeur lorsqu’il emploie un salarié. L'expression "coût du travail" n'est donc pas neutre : elle présuppose que le travail est une charge pour l'employeur. D'autres manières d'envisager le travail est de le considérer comme l’origine de la production de la valeur ajoutée.